# Dendermonde
Dendermonde (in francese Termonde, in italiano storico Dendermonda, Dermonda o Termonda), che in lingua fiamminga significa bocca (nel senso di foce) del Dendre, è una città di 45 870 abitanti (01-01-2020) del Belgio, nella provincia fiamminga delle Fiandre Orientali.  La città è situata a circa 28 km da Bruxelles. La lingua della città è il neerlandese. Sint-Gillis-Dendermonde è il villaggio più grande di Dendermonde. Dal 1971 fa parte del comune di Dendermonde e contava 10.500 abitanti. Si trova a sud-est della città, confina con il comune di Lebbeke. Sint Gillis ha una fermata (piattaforma) sulla linea ferroviaria Dendermonde-Bruxelles.
Sint Gillis è meglio conosciuta per la sua sfilata annuale di fiori o processione di fiori che si tiene all'inizio di settembre. Durante la sfilata, per le vie del paese vengono trasportati carri addobbati con figure fatte di fiori.

## Storia
La città è citata la prima volta nel 1087. La Piazza del Mercato Grande (in neerlandese Grote Markt) è il centro della città. Dendermonde conserva notevoli monumenti, testimonianza di un passato ricco.  L'artigianato della tela di lana tocca il suo apogeo verso il 1300.
Nel 1384 l'intera regione entrò a far parte dell'impero borgognone.
La seconda metà del XVIII secolo fu generalmente prospera, con l'avvento della rivoluzione industriale e un'industria tessile locale. Nel 1466 nella città fu fondato il monastero Bridgetesse Maria Troon. L'edificio del monastero e la chiesa furono ufficialmente inaugurati nel 1471. Fino agli inizi del XVI secolo il monastero conobbe povertà e problemi finanziari, causati anche dalla mancata ricezione dei doni promessi dalla duchessa Margherita di York, moglie di Carlo il Temerario, duca di Borgogna.
All'inizio del XIX secolo Dendermonde contava dai 5.000 ai 6.000 abitanti. L'attività portuale e i numerosi edifici religiosi caratterizzavano il centro all'interno delle porte e dei bastioni, di cui restano ancora oggi resti.
Nel 1800, sotto il regno del Primo Console Napoleone Bonaparte, Dendermonde, pur essendo una cittadina relativamente piccola, ottenne un tribunale di prima istanza
Dopo il 1800, le strutture portuali furono ammodernate e furono realizzate le prime ferrovie, consentendo l'insediamento di altre industrie (petrolio, calzaturiero, cuoio).
Durante la prima guerra mondiale la città fu quasi completamente distrutta dal fuoco nel 1914. Nel XX secolo la città fu occupata dai tedeschi in entrambe le guerre mondiali. Fu solo dopo la prima guerra mondiale che Dendermonde cessò di essere una città fortificata. Le vecchie difese sono diventate una zona verde. Ora si compone di due parti - il Parco cittadino, il cui ingresso è incorniciato dalla Porta di Bruxelles, e i cosiddetti "fortezze di Bruxelles" - un fossato difensivo trasformato in un lago, incorniciato da sentieri per piacevoli passeggiate.

## Monumenti e luoghi d'interesse
- Statua di Ros Beiaard di Jan Desmarets
- La Kerkstraat, la Koningin Astridlaan e la Statieplein con case in stile storicismo
- La casa ''Van Winkel'' e la Casa Culturale ''Belgica'' in stile eclettico
- Onze-Lieve-Vrouwekerk, ''Chiesa di Nostra Signora'', con all'interno alcuni dipinti di Antoon van Dyck.
- Belfort, ''Torre Civica'', patrimonio mondiale dell’UNESCO dal 1999
- Abbazia Santi Pietro e Paolo
- La Mechelse Poort (1822)
- La Brusselse Poort (1822)
- I vecchi appartamenti dei lavoratori nella Weldadigheidstraat
- Costruzioni militari
- Bastione otto (Bastion Acht), parco naturale
- Il bagno pubblico ''Olympos''
- Scultura "Confluenza di Dender e Schelda" di Paul De Visscher
- Scheepvaartmuseum (a Baasrode)
- La ferrovia a vapore Dendermonde-Puurs, una ferrovia turistica attiva dal 1977, che collega Puurs con Dendermonde, della lunghezza di 14 km con lo scartamento ordinario di 1 435 mm.[1]
- Sint-Aldegonde kerk di Mespelare

## Cultura e folclore
Dendermonde ha un inno, scritto dal poeta Prudens van Duyse nel diciannovesimo secolo, che parla del cavallo gigante Ros Beiaard, protagonista dell'antica leggenda di Dendermonde, e menziona anche la rivalità tra Dendermonde e la vicina Aalst.
Le prime righe dell'inno recitano (riferendosi alla processione svolta ogni dieci anni di Ros Beiaard):
'Il cavallo Ros Beiaard fa il suo giro nella città di Dendermonde. Quelli di Aalst sono così arrabbiati perché Ros Beiaard sta venendo qui.'
Il tradizionale corteo dei Tre Giganti si svolge ogni anno l'ultimo giovedi di agosto. I tre Giganti delle Gilde danzanti, Indiaan, Marte en Golia, sono i protagonisti, accompagnati da molti partecipanti in costume. E una sfilata con carri allegorici, musica, danza e folclore. La manifestazione si conclude con un meraviglioso spettacolo pirotecnico. Dal 2005, i Tre Giganti e il corteo fanno parte del Patrimonio dell'umanità dell'UNESCO.